# Холмське Свято-Богородицьке Братство
Холмське Свято-Богородицьке Братство — національно-релігійна громадська організація української шляхти Холмщини та міщан міста Холм, що існувало у 1617-1691 роках та 1885-1917 роках.

## Перша фундація
Утворилося у 1617 році навколо церкви Різдва Богородиці. Стало називатися Холмським Богородицьким братством. У 1620 році єрусалимський патріарх Феофан III видав благословенну грамоту братству. Значні зусилля братчиків були спрямовані на відновлення православної ієрархії у місті. Це відбулося у 1621 році. В подальшому братство плідно співпрацювало з холмським єпископом Паїсієм Іполитовичем. При братстві було створено школу та друкарню.
Діяльність братства тривало до 1691 року (за рішенням єпископа Інокентія Вінницького), коли церкви перейшли до унії, а само братство припинило своє існування, частина братчиків стали греко-католиками.

## Друга фундація
Відродження братства відбулося за часи Російської імперії: у 1885 році при Холмському кафедральному соборі. Тоді стало називатися Свято-Богородицьким братством. Була однією із ланок мережі православних братств на теренах Холмщини, де на них покладали особливі розрахунки як на засіб боротьби з католицькою й греко-католицькою пропагандою, зміцнення позицій Російської православної церкви.
Воно видавало книжки, двотижневик «Холмская жизнь», тижневик «Братська бесіда» — російською й українською мовами, який редагував Михайло Кобрин, відомий церковний та освітній діяч того часу на Холмщині. Братство видавало масовим накладом «Холмський народний календарь», де публікувалися статті, зокрема, українською мовою.
Водночас братство ініціювало видання творів, «які своїм змістом і спрямованістю могли б пробуджувати й розвивати у возз'єднаного населення усвідомлення початкової спорідненості зі всією іншою Руссю і зміцнювати його в істинах святого православ'я, а також роз'яснювати простому народові вчення віри і викорінювати в ньому різні помилки, що склалися в часи унії і підтримуються католиками».
Також увага цього братства була звернена на благоустрій парафіяльних церков, зокрема на облаштування їх ризницями та прикрашання іконами й церковним начинням. Так, братчиками Холмського Свято-Богородицького братства було видано 200 рублів на облаштування іконостасу і престолу в будівлі колишнього пратулінського римо-католицького костелу, що був переданий у православне відання; його заходами було передано «священно-служебні речі» 27 парафіяльним церквам регіону. Зрештою, звертає на себе увагу кількість розданих братством місцевому населенню православних культових предметів: хрестиків — 10 тисяч, різних «священних та історичних зображень» — 3 тисячі, медальйонів із зображенням Хомської Чудотворної ікони Божої Матері — 650, історичних брошур — 6 тисяч 500 екземплярів, різних брошур і книг духовно-морального змісту — 600 і молитовників — 6 тисяч екземплярів.
Члени братства були ініціаторами створення Холмської губернії. Російська Дума 9 травня 1912 р. ухвалила закон про створення Холмської губернії, який набрав чинності 23 червня того ж року.

### Період Першої світової війни та евакуація
Як пише сенатор Євген Пастернак у «Нарисі історії Холмщини і Підляшшя»: «Українці Холмщини та Підляшшя, а також західні волиняни стали біженцями углиб царської Росії. Представники російської адміністрації провели компанію залякування людей, мовляв, німецькі та австрійські війська, що наступають, будуть вішати усіх підряд, хто не належить до їхньої віри. І старики, жінки, діти (чоловіків було мобілізовано до війська), давай вантажити своє добро на підводи та йти у невідомі краї.»
Свято-Богородицьке братство було евакуйоване з церковно-історичним музеєм, друкарнею і редакцією «Холмської Русі» до Москви. Остаточно припинило своє існування у 1917 році.